# Marta Śrutwa
Marta Śrutwa (ur. 10 grudnia 1997) – polska akrobatka. Uczestniczyła na Mistrzostwach Świata 2014 i Mistrzostwach Świata 2018 w konkurencjach grupowych. Przygodę z gimnastyką zaczęła w wieku siedmiu lat. Wystąpiła w 2015 roku w programie Mam talent!. Jest córką Mariusza Śrutwy.